# Sittelle de Neumayer
Sitta neumayer
Espèce
Statut de conservation UICN

 LC  : Préoccupation mineure

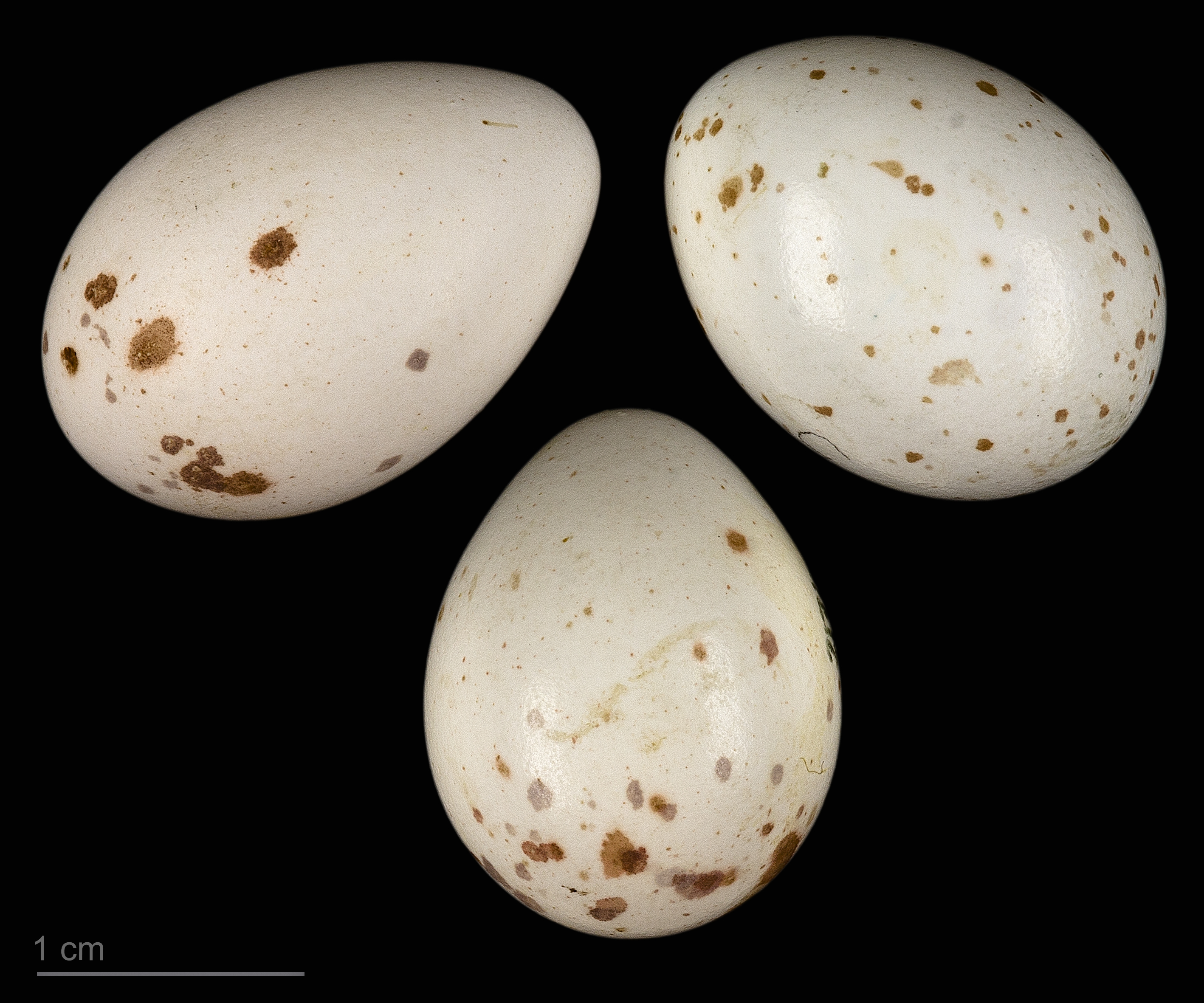
Sitta neumayer syriaca - MHNT

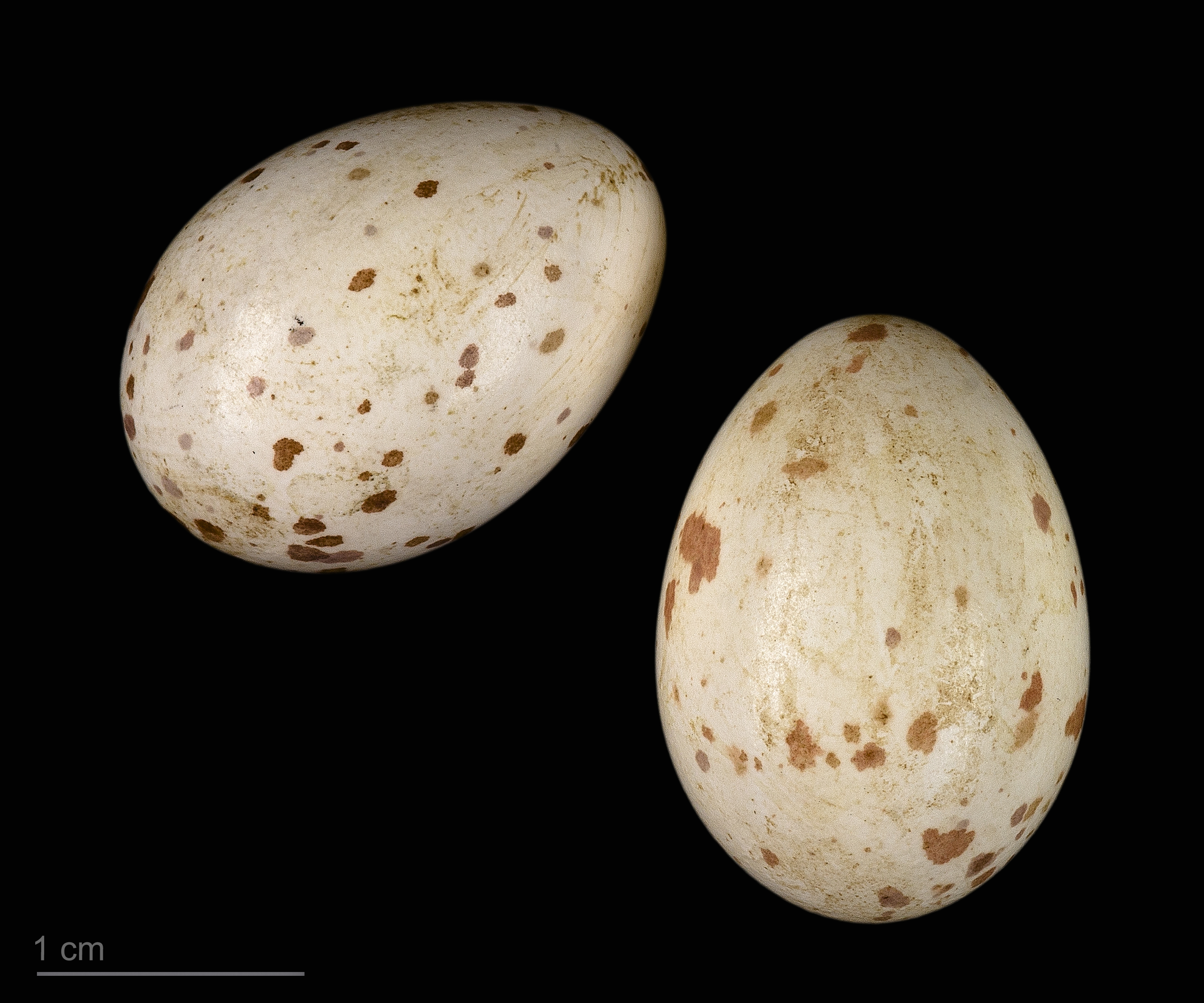
Sitta neumayer neumayer - MHNT

La Sittelle de Neumayer (Sitta neumayer) est une espèce de sittelle originaire du sud-est de l'Europe. Elle est parfois confondue avec la sittelle des rochers (Sitta tephronota) dont elle est difficile à distinguer.

## Description
Globalement, elle présente une taille légèrement inférieure. La sous-espèce rupicola possède une tête plus menue, avec un bec moins long et moins trapu, un trait sourcilier moins apparent, moins épais en arrière de l’œil et sur les côtés de la nuque. Les sous-espèces telles que syriaca affichent également un trait sourcilier moins épais et un bec moins massif, mais leur aire ne recouvre pas celle de la sittelle des rochers.
La sittelle de Neumayer peut également être confondue avec la Sittelle torchepot dans de mauvaises conditions, notamment lorsqu'elle se pose sur un arbre, ce qui lui arrive occasionnellement.

La sittelle de Neumayer présente des variations géographiques plutôt faibles, néanmoins six sous-espèces sont reconnues : la sous-espèce type, qui vit dans le sud-Est de l'Europe et dans les Balkans, est assez foncée sur le dessus avec un trait sourcilier sombre épais et une teinte cannelle rosé bien affirmée sur les flancs et les sous-caudales. La sous-espèce zarudnyi de Turquie Occidentale est plus claire sur les parties supérieures mais semblable pour le reste. La sous-espèce syriaca d'Orient est semblable à zarudnyi mais gris plus pâle dessus. La sous-espèce rupicola, de Turquie orientale, de Transcaucasie et du Nord de l'Irak, ressemble à zarudnyi, mais avec un bec plus fin et un trait sourcilier noir plus mince. De plus, dans le N-E de la Turquie et en Transcaucasie, elle a des parties supérieures d'un gris plus bleu et plus foncé. En plus de ces quatre sous-espèces, la sous-espèce tschitscherini, qui vit dans le S-O de l'Iran, possède un statut un peu particulier et apparenté. Elle est particulièrement petite, avec un bec court, des parties inférieures très pâles et un trait sourcilier très réduit qui s'amincit et s'arrête en arrière de l’œil, ce qui la distingue aisément de la Sittelle des rochers. Enfin, la sous-espèce plumbea peuple le centre-Sud de l'Iran.

## Habitat
Elle vit dans les coteaux rocailleux, ensoleillé et arides. Dans les gorges, les ravins ou dans des affleurements rocheux le plus souvent dénudés, parfois elle s'installe dans des ruines.
On la trouve sur deux continents, l'Europe et l'Asie. Elle occupe le littoral de la mer Adriatique et les Balkans, l'Asie Mineure, le Caucase, les côtes de la Syrie, du Liban et du Nord d'Israël, les régions montagneuses du Nord de l'Irak et de l'Iran.